# Reloj antichoque

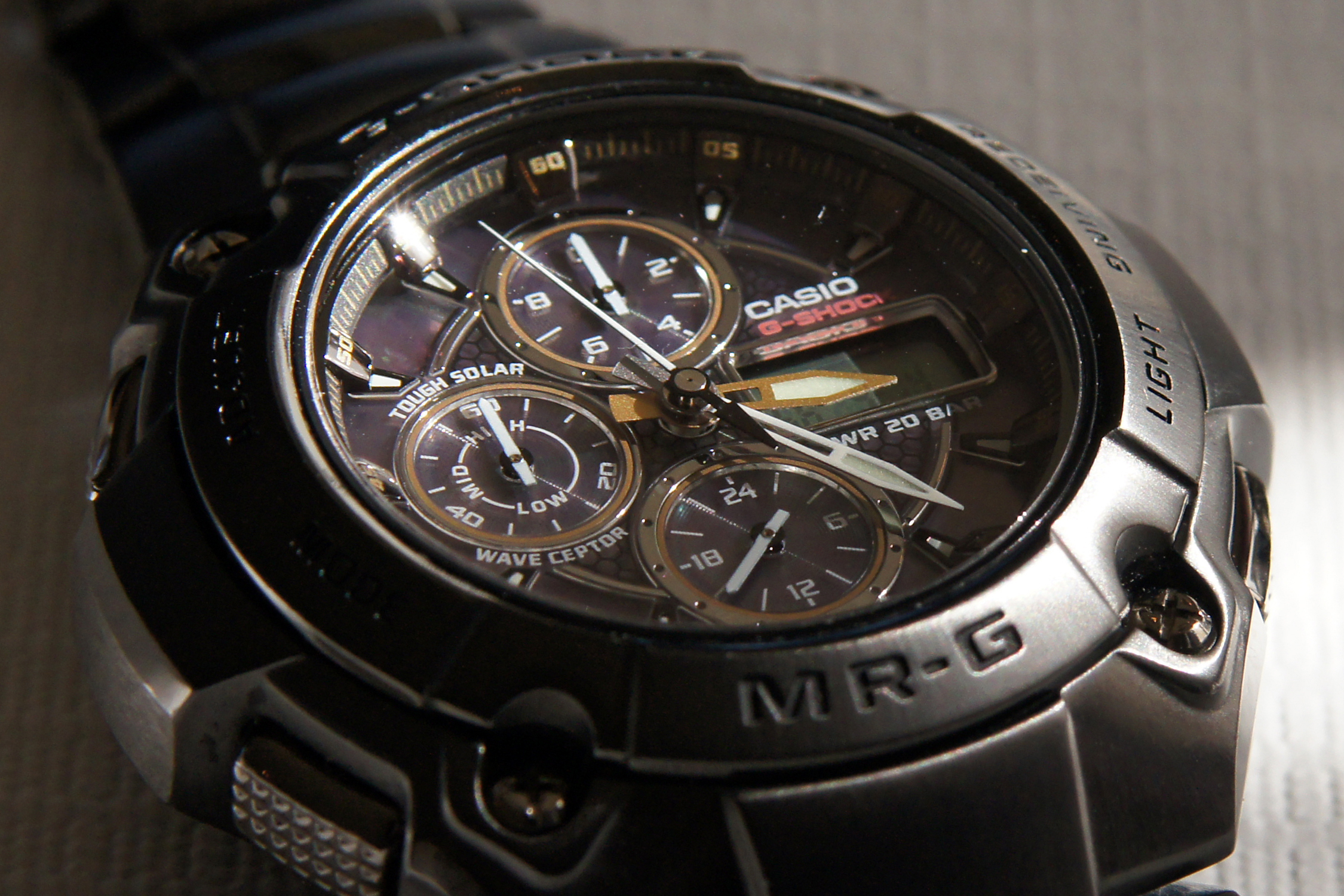
Reloj Casio G-Shock

Un reloj antichoque (más exactamente, calificado como Resistente a los golpes o Shock resistant en inglés) es un rótulo comúnmente estampado en la parte posterior de los relojes de pulsera para indicar que pueden soportar un determinado grado de impactos mecánicos sin estropearse. En un reloj mecánico, indica que los delicados pivotes que sujetan el volante regulador están montados en un sistema de suspensión destinado a protegerlos de daños si el reloj se cae. Uno de los primeros y más utilizados fue el sistema Incabloc, inventado en 1934. Antes de la adopción generalizada de pivotes de volante resistentes a los golpes en la década de 1950, las varillas rotas de los volantes eran una causa común de reparación de relojes.

## Uso
Prácticamente todos los relojes mecánicos que se fabrican hoy en día son nominalmente resistentes a los golpes. Incluso los relojes de buceo (según la norma ISO 6425) deben cumplir no solo criterios como resistencia al agua, luminosidad, resistencia magnética y solidez de la correa, sino también resistencia a los golpes.

### Norma ISO 1413 de resistencia a los impactos
La Organización Internacional de Normalización emitió un estándar para relojes resistentes a los golpes, que muchos países han adoptado. La norma ISO 1413 Relojería: relojes resistentes a los golpes especifica los requisitos mínimos y describe el método de prueba correspondiente. Su objetivo es permitir pruebas de homologación en lugar del control individual de todos los relojes de un lote de producción. Se basa en la simulación del impacto que recibe un reloj al caer accidentalmente desde una altura de 1 m sobre una superficie horizontal de madera.
En la práctica, la resistencia a los golpes generalmente se prueba aplicando dos golpes (uno en el lado de las 9 en punto y otro en el cristal y perpendicular a la esfera). El impacto se realiza mediante un martillo de plástico duro montado como un péndulo, de modo que se aplique una cantidad medida de energía, específicamente, un martillo de 3 kg con una velocidad de impacto de 4,43 m/s (transmitiendo aproximadamente 3,7 julios de energía al reloj). La aceleración máxima entregada al cabezal del reloj es de 3100 g +/- 15 %, en forma sinusoidal, durante 350 microsegundos. Después de la primera descarga, el desplazamiento de las manecillas (comenzando desde el mediodía debe ser < 5 minutos). Después de la segunda descarga, el reloj debe mantener su precisión en +/- 60 segundos/día después de estas dos descargas, en comparación con su precisión antes de realizar la prueba. Luego se aplica una tercera descarga en el lado de la corona. Nada debe estar doblado o roto. También existe una prueba de "caída libre" para el reloj completo. Primero se deja caer el cierre de la corona hacia arriba y se abre. En segundo lugar, se deja caer sobre la parte posterior de la caja. En el caso de los cierres desplegables, se abren pero de forma continua bajo el reloj. En ambos casos se utiliza una trampilla para dejar caer el reloj sobre una superficie calibrada para ofrecer el mismo perfil de impacto que en las pruebas de choque anteriores. Ningún componente deberá romperse o perderse en las pruebas de caída libre.

## Relojes G-Shock
El fabricante de relojes japonés Casio desarrolló el concepto G-Shock en 1981. El ingeniero Kikuo Ibe se encargó del diseño de un reloj con una resistencia "triple 10", lo que significaba que tendría una duración de batería de 10 años, una resistencia al agua de 10 bar y podría resistir sin daños el impacto de una caída desde 10 metros de altura.